# Culicoides dukinensis
Culicoides dukinensis är en tvåvingeart som beskrevs av Mirzayeva 1985. Culicoides dukinensis ingår i släktet Culicoides och familjen svidknott. Inga underarter finns listade i Catalogue of Life.